# Licor

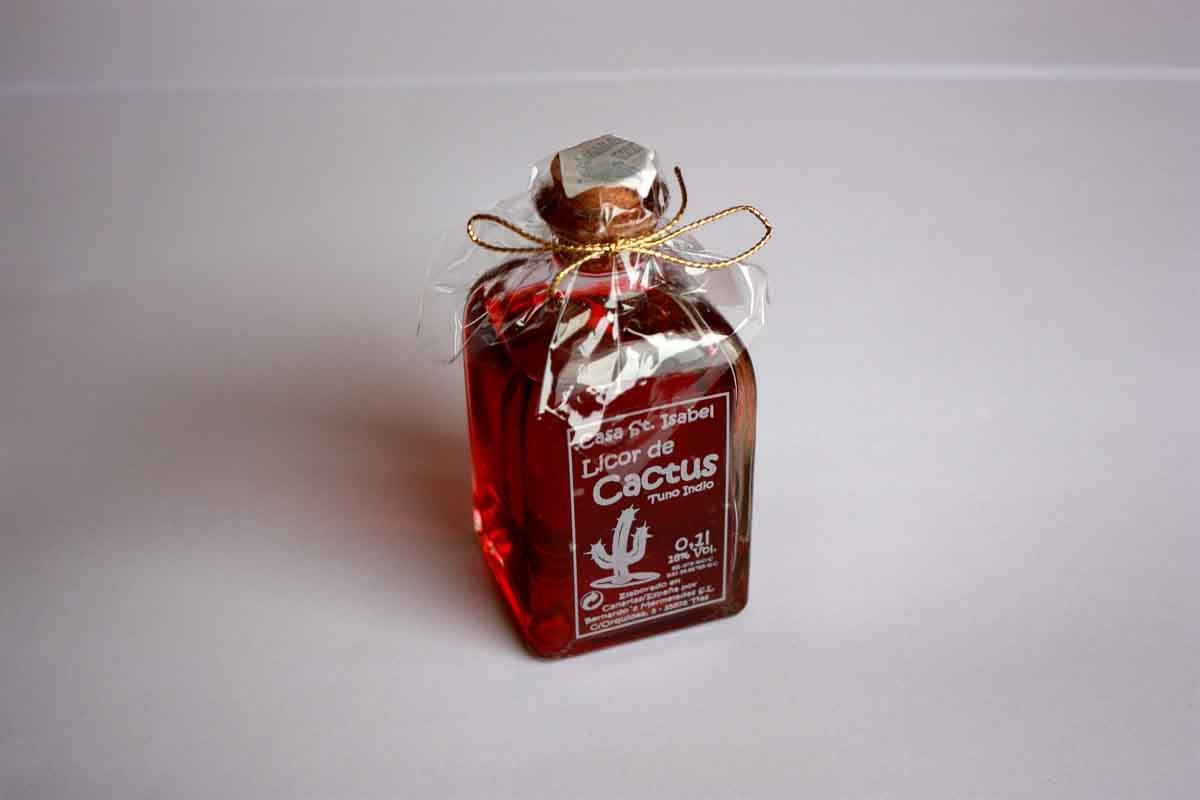
Licor de cactus de las Islas Canarias (España).

El licor (del latín liquor) es una bebida alcohólica obtenida por maceración en aguardiente de hierbas o frutos, que a veces son endulzados con sacarosa, azúcar de uva, mosto o miel, con una riqueza en azúcares superior a 100 g/l (expresado en sacarosa).[cita requerida] El grado mínimo de un licor será de 15 % vol.[cita requerida]
De manera más genérica, en ocasiones se emplea la palabra «licor» para referirse a las bebidas alcohólicas destiladas en general y, de forma coloquial, puede referirse como quitapenas.
Históricamente, los licores derivan de las hierbas medicinales, generalmente preparadas por monjes, como los benedictinos. Los licores fueron hechos en Italia desde el siglo XIII.
Algunos licores son preparados por infusión de ciertas maderas, frutas, o flores, en agua o alcohol, aguardiente, alcohol etílico y añadiendo azúcar, etc. Otras se hacen por destilación de agentes aromáticos. La distinción entre licor y otras bebidas alcohólicas no es simple, especialmente porque en la actualidad muchas bebidas alcohólicas están disponibles con sabores dulces. Sin embargo las bebidas alcohólicas con sabor no son preparadas por infusión. El contenido de alcohol no es una característica distintiva, la mayoría de los licores tienen menos grados alcohólicos que bebidas alcohólicas como los aguardientes, pero algunos licores pueden tener hasta 70 grados (como la Centerba degli Abruzzi).
Los licores pueden tomarse solos, durante o después del postre, o pueden ser usados en cocteles o en la cocina.
Algunos licores secos suelen ser en realidad una mezcla de ron añejo, whisky o brandy diluidos en agua al 40 % de su volumen total con un toque de alcohol etílico añadido a fin de crear sustitutos baratos de estas bebidas; no obstante, su calidad es muy inferior. En países como Venezuela y República Dominicana a los mismos se les da el nombre vulgar de lavagallos.

## Historia

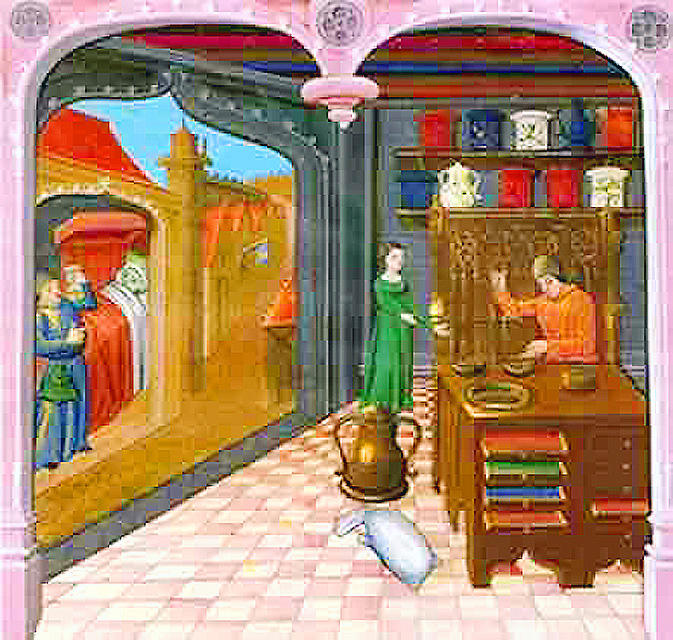
Hombre enfermo bebiendo garhiofilatum mientras su esposa compra especies

Se considera que los primeros licores datan de la Edad Media, a partir de la moda del hipocrás y del garhiofilatum. Arnaud de Villeneuve, rector de la Facultad de Medicina de Montpellier, elaboró toda una serie de vinos herbáceos y medicinales: vin cordial, a base de borraja, melisa y especias, vino con membrillos, según la receta de Dioscórides,, el vino de romero, cuyas "propiedades son admirables" , el vino silvestre, elaborado con col roja y ortiga para curar heridas, vino de extinción dorada en el que se sumerge una hoja de oro cuarenta veces, vino rasposo, en cuyo mosto se ha sumergido rábano picante y que se toma como aperitivo, vino de eufrasia, para los ojos, vino de campanilla, vino de salvia,, vino hispánico , vino de hinojo, vino anisado, vino con hierba de curandero, vino de diamón, digno para la reproducción, vino de cardo, y vino de clavo de olor. También popularizó la destilación de alcohol con el alambique, lo que permitió el desarrollo de los verdaderos licores actuales. Tienen su origen en Francia, en los monasterios y entre los jesuitas de Verona. Su licor fue importado por Catalina de Médicis.

A partir de entonces, todo el mundo empezó a buscar en ellas virtudes curativas y digestivas, siguiendo el ejemplo del doctor Brouault, quien, en 1636, puso en el mercado licores elaborados con plantas aromáticas maceradas en alcohol. Este discípulo de Arnaud de Villeneuve fue emulado, ya que bajo Luis XIV, su boticario Fagon, hizo popular en la Corte la Popula y el Rossolis, mientras que el rey de Lorena digirió gracias al Vespretto'. Estos licores se obtenían por maceración en aguardiente endulzado y agua de manzanilla de plantas y especias de las que se querían extraer los principios esenciales como el anís, el hinojo, el eneldo, el cilantro y la alcaravea. 

Licores franceses.

En 1705, Barthélemy Rocher se une a su tío, canónigo, en la Côte Saint-André. Este último le introdujo en la destilación y el joven decidió añadir fruta y azúcar a sus aguardientes. Así nació el aguardiente de cereza, al que el Delfín se referiría en la corte francesa con la marca Cherry Rocher. 
.

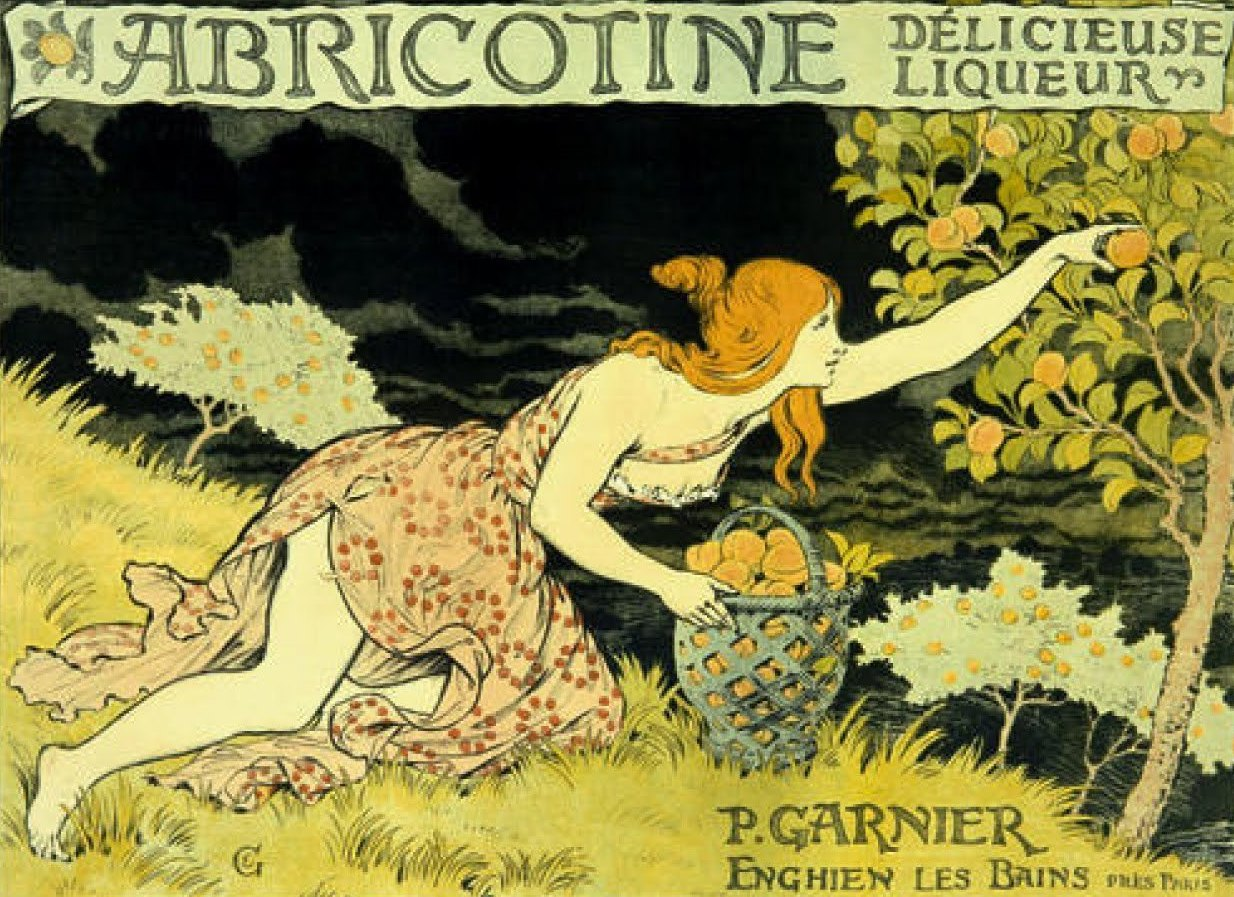
Abricotine, un licor con albaricoque.

El año 1775 marca un punto de inflexión en su desarrollo. En primer lugar, su número llega a ser tal que su fabricación está codificada por Demachy. Todos ellos reivindican un origen monástico como el cartujo o el benedictino. A continuación, Eau de mélisse des Carmes, Trappistine, Vieille Cure y Sénancole, un licor elaborado por los cistercienses de la abadía de Sénanque. Estos licores se consideran bien como elixires de larga vida, bien como pociones cordiales, excelentes para todos los corazones. Esto acabará llevando a la cordialidad. De los viajes a las islas (la ruta de la India), se traían frutas exóticas para descubrir nuevos sabores. Fue una atracción y el gran éxito de los licores creció desde el momento en que pasaron del estatus "subordinado de las medicinas de botica" al más prestigioso de los licores de château.
Hoy en día existen cuatro variedades principales de licores: a base de plantas (verbena, lima, menta, violeta, jazmín, rosa), son los licores monásticos; a base de frutas, bayas y huesos (naranja, cereza, plátano, fresa, albaricoque, grosella, grosella negra, enebro, arándano), son de origen monástico o campesino; a base de semillas (café, comino, anís, clavo, cilantro) o a base de raíces (naranja, limón, mandarina, genciana), siendo estas dos últimas en general de origen industrial.

## Definiciones legales
En Estados Unidos y Canadá, donde las bebidas espirituosas suelen denominarse "licores" ( /lɪkər/), suele haber confusión a la hora de discernir entre licores y bebidas espirituosas, debido a los muchos tipos diferentes de bebidas espirituosas aromatizadas que existen en la actualidad (por ejemplo, vodka aromatizado). Los licores suelen tener un contenido de alcohol más bajo (15-30 % de ABV) que los aguardientes y tiene edulcorante mezclado, mientras que algunos pueden tener un ABV tan alto como 55 %.

### Canadá
Según el Reglamento de Alimentos y Medicamentos (C.R.C., c. 870), los licores se producen a partir de la mezcla de alcohol con materiales vegetales. Estos materiales incluyen jugos o extractos de frutas, flores, hojas u otros materiales vegetales. Los extractos se obtienen remojando, filtrando o ablandando las sustancias vegetales. Debe añadirse un agente edulcorante en una cantidad que suponga al menos el 2,5 % del licor terminado. El porcentaje de alcohol será como mínimo del 23 %. También puede contener aromatizantes y colorantes naturales o artificiales.

### Unión Europea
En la Unión Europea, desde el punto de vista legal, un licor es una bebida espirituosa producida a partir de alcohol etílico de origen agrícola, una o varias bebidas espirituosas o una combinación de estos productos, edulcorada y con la adición de uno o varios aromatizantes, productos de origen agrícola o alimentos.
Tiene un contenido mínimo de edulcorante (expresado como azúcar invertido) de: 
- 70 g/l para los licores de cereza o guinda, cuyo alcohol etílico se compone exclusivamente de aguardiente de cereza o guinda;
- 80 g/l para los licores aromatizados exclusivamente con genciana, con una planta similar o con ajenjo;
- 100 g/l en todos los demás casos.

El grado alcohólico volumétrico mínimo del licor será del 15 %
En la elaboración del licor pueden utilizarse sustancias y preparados aromatizantes. Sin embargo, los siguientes licores sólo pueden aromatizarse con alimentos aromatizantes, preparados aromatizantes y sustancias aromatizantes naturales:
- piña
- citrus
- baya de espino
- mora
- guinda
- cereza
- cassis
- frambuesa ártica
- zarzamora
- frambuesa
- arándano silvestre
- arándano
- arándano
- genepi
- genciana
- menta
- anís

La directiva de la Unión Europea sobre bebidas espirituosas establece directrices aplicables a todos los licores. Como tal, un licor debe
- contener un mínimo de 15 % de alcohol por volumen,
- contener al menos entre 70 y 100 gramos de azúcar invertido por litro,
- ser creado con alcohol rectificado y/o destilado(s) de origen agrícola,
- estar aromatizado con aromas naturales o idénticos a los naturales, y
- estar etiquetado con el contenido de alcohol y una lista de los colorantes alimentarios.

### Estados Unidos
La Oficina de Comercio e Impuestos sobre el Alcohol y el Tabaco regula los licores de forma similar a Canadá. Los licores (y también los cordiales) se definen como productos creados mediante la mezcla o la redestilación de bebidas alcohólicas destiladas con frutas, productos vegetales, sabores naturales, extractos o edulcorantes. Estos aditivos deben añadirse en una cantidad no inferior al 2,5 % en peso del producto final.

## Preparación
Algunos licores se preparan mediante infusión de ciertas maderas, frutas o flores en agua o alcohol y añadiendo azúcar u otros elementos. Otras son destilada de aromas o agentes aromatizantes.
Los licores de anís y rakı tienen la propiedad de pasar de transparentes a turbios cuando se añaden al agua: el aceite de anís permanece en solución en presencia de una alta concentración de alcohol, pero se coalesce cuando se reduce la concentración de alcohol; esto se conoce como efecto ouzo.

## Usos

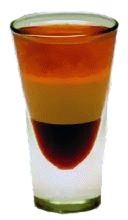
El cóctel B-52 es una bebida en capas preparada con Grand Marnier sobre crema irlandesa sobre una base de licor de café.

### Cócteles
A veces, los licores se añaden a cócteles para darles sabores.
Agregar licores a un cóctel puede cambiar el sabor y la apariencia del cóctel. Si bien algunos licores están coloreados y diseñados para resaltar el color del cóctel, otros son transparentes para evitar que el licor adquiera el color del licor base o la guarnición.

### Bebidas en capas
Las bebidas en capas se elaboran haciendo flotar licores de diferentes colores en capas separadas. Cada licor se vierte lentamente en un vaso sobre el dorso de una cuchara o mediante una varilla de vidrio, de modo que los líquidos de diferentes densidades permanezcan sin mezclar, creando un efecto de bandas.

## Ejemplos
- Absenta
- Amaretto
- Amaro
- Angelica
- Anisette
- Baileys Irish Cream
- benedictino
- Amargo (o Bíter)
- Chartreuse
- China[15]
- Curaçao
- Drambuie
- La Gauloise
- Génépi
- Licor de genièvre[16]
- Licor de Genciana
- Gold Strike}}
- Guignolet
- Izarra
- Jägermeister
- Licor de café (Kahlua, Tía María, ...)
- Kummel
- Licor 43
- Crème de menthe (Get 27, Get 31, Mint-Pastil, ...)
- Licor de Mirto
- Millz Premium
- Noyau de Poissy
- Licor de abeto
- Parfait Amour
- Persico
- Licor de Poejo
- Rhubarbe Zucca
- Sombai
- Suze
- Thibarine
- Triple sec (Grand Marnier, Cointreau, ...)
- Vervain
- Vespetrò
- Licor de cacao
- Vena de espina negra

### Fruta
- Pisang Ambon
- Crème de cassis
- Cereza
- Limón
- Limoncello
- Manzana
- Maraschino
- Licor de ciruela Mirabelle[17]
- Licor de endrinas
- Licor de moras
- Ratafía
- Gold shlager
- Skinos
- Soho
- Reina de Picas
- Umeshu
- Passoã

### Hierbas
- Altvater
- Becherovka
- Demänovka
- Fernet Stock
- Elixir del Reverendo Padre Gaucher
- Jägermeister
- Karpatská hořká
- Luhačovická bylinná
- Praděd
- Underberg
- Elixir de la Dama

## Galería de imágenes

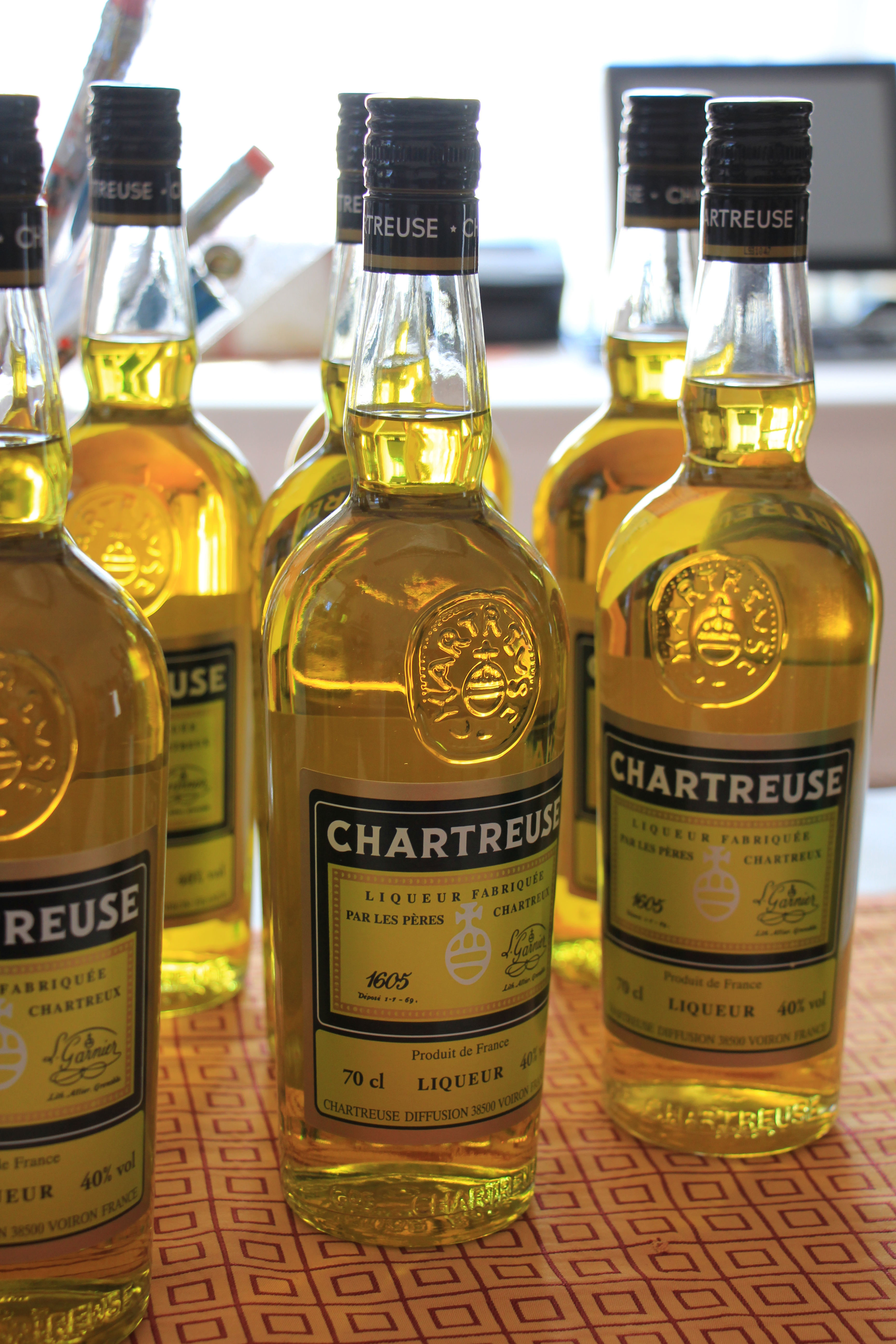
El licor Chartreuse se ha elaborado por monjes franceses desde los años 1740
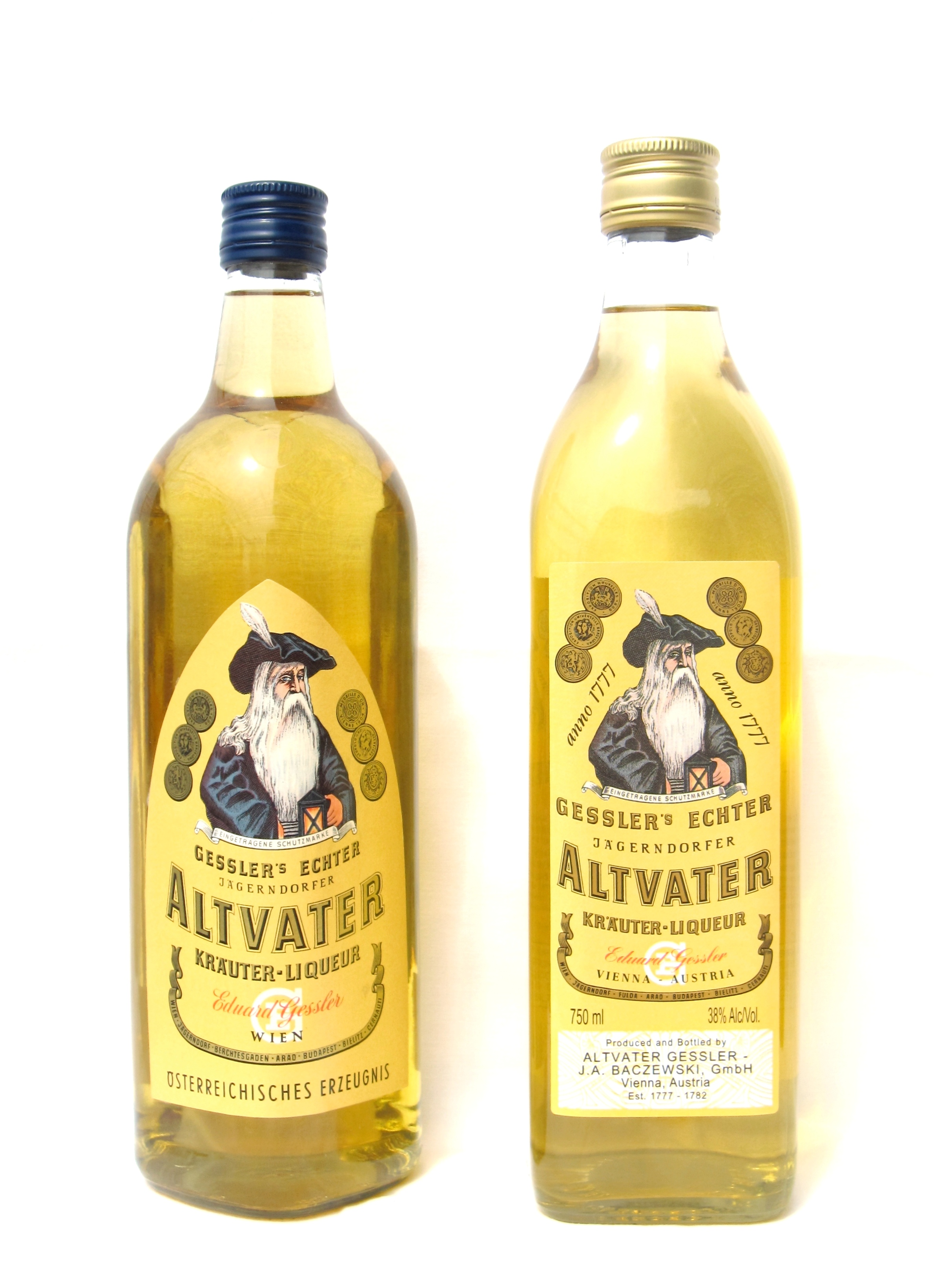
El Altvater es un liv-cor de hierbas  producido en Austria
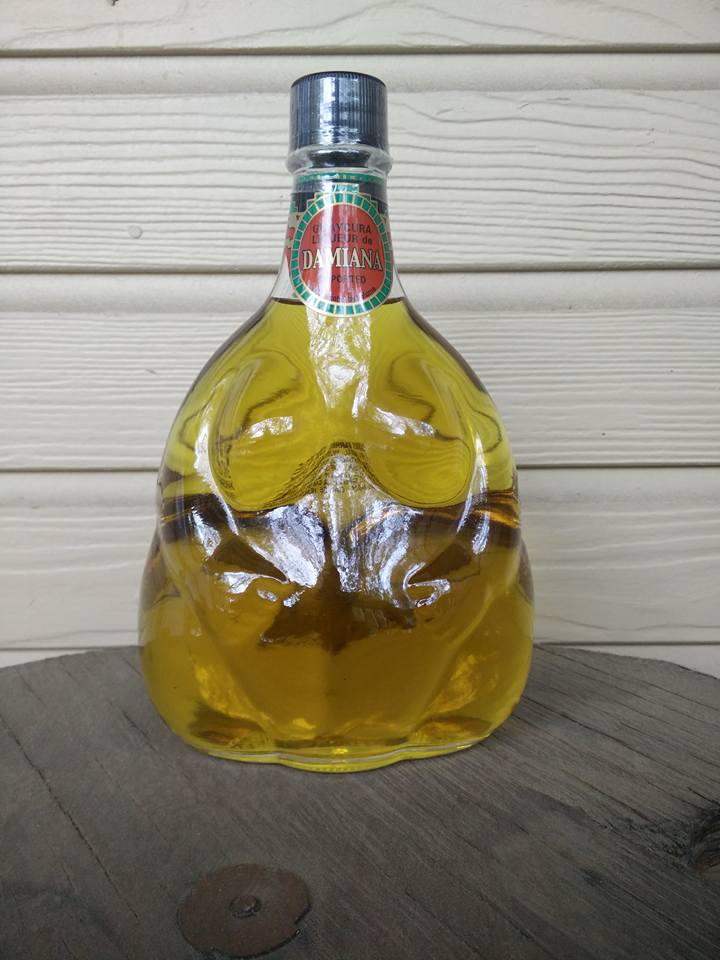
Licor basado en Damiana de México
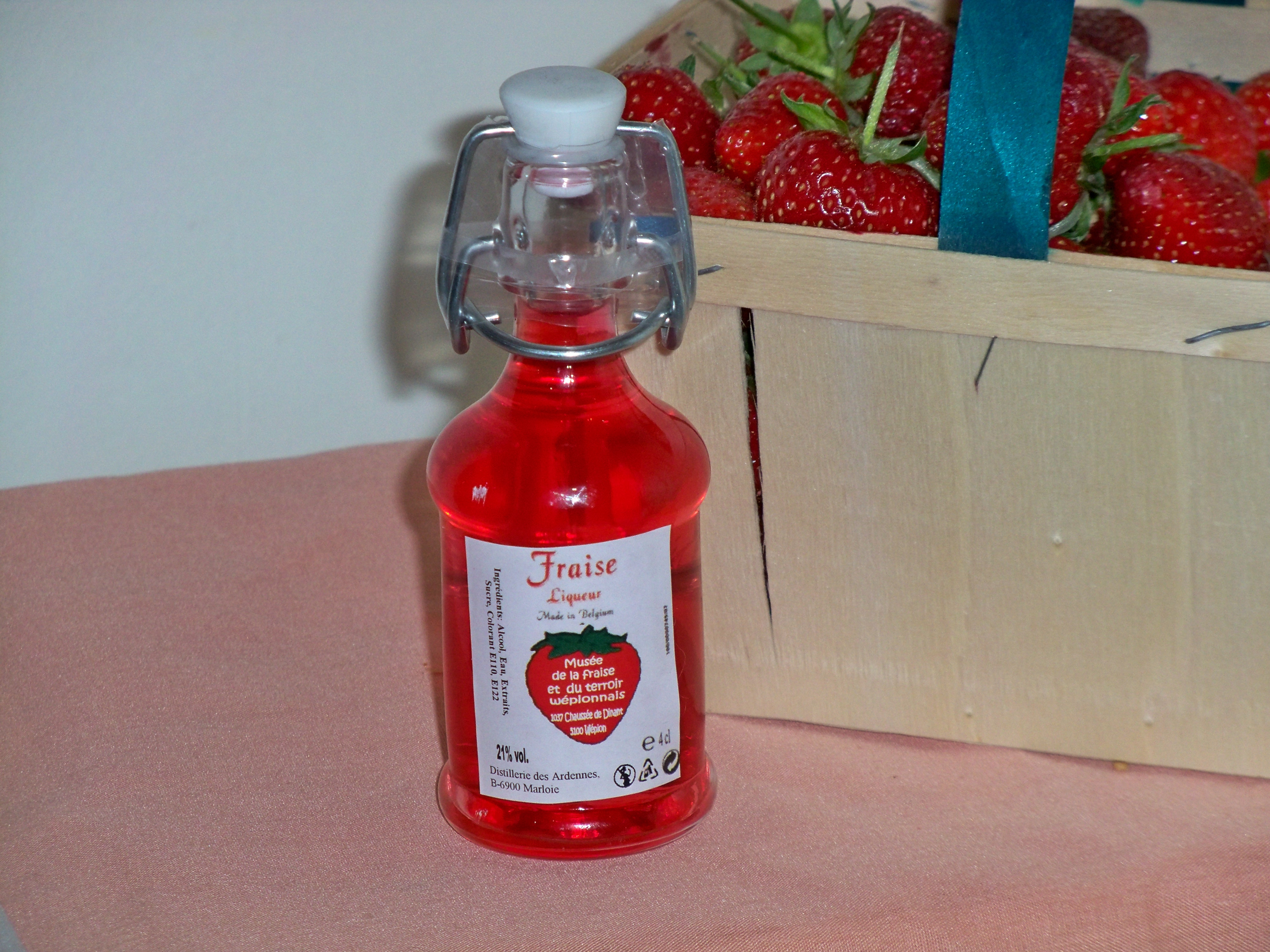
Licor de fresas de las Ardenas, Bélgica
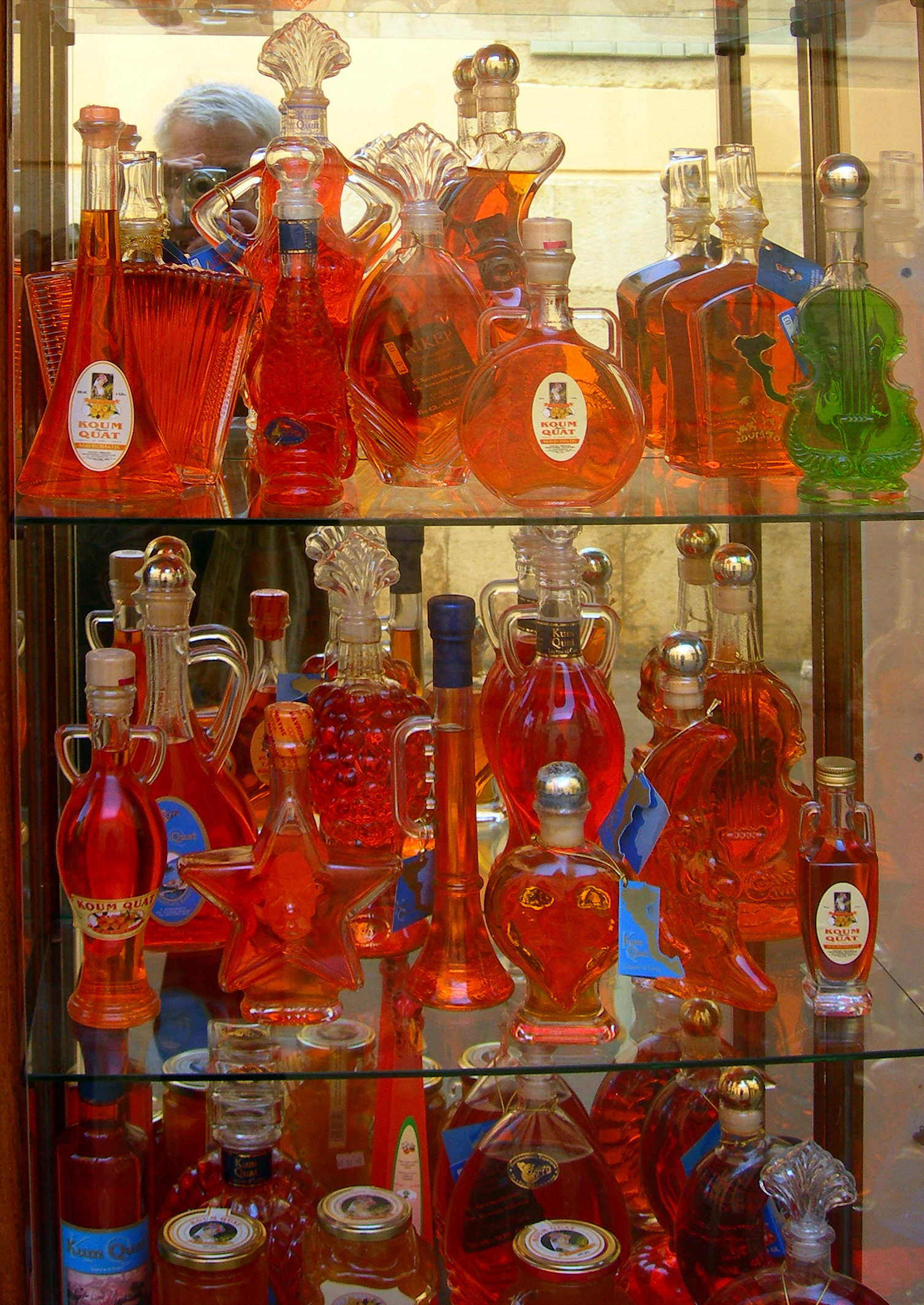
licores de Kumquat de Corfú
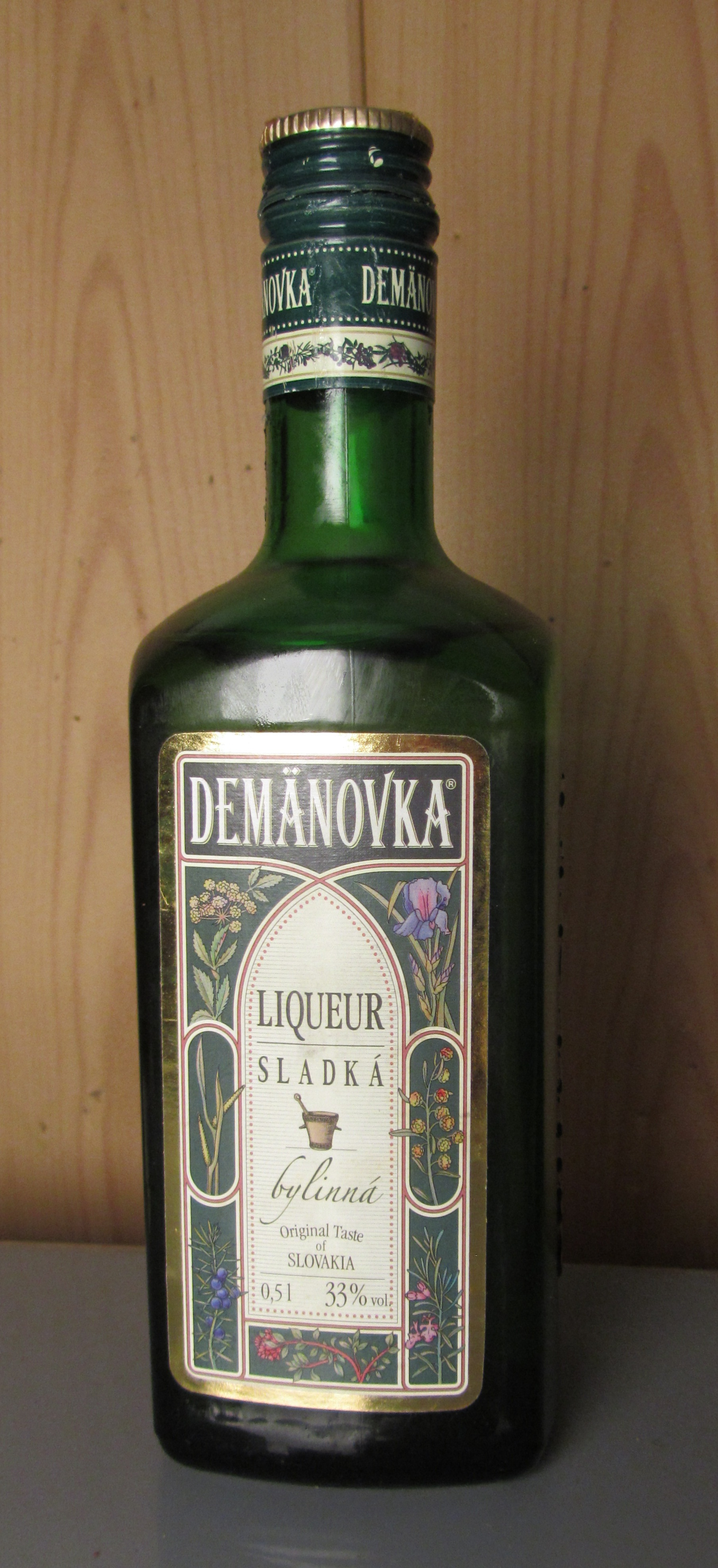
El Demänovka es un licor tradicional eslovaco elaborado desde 1867
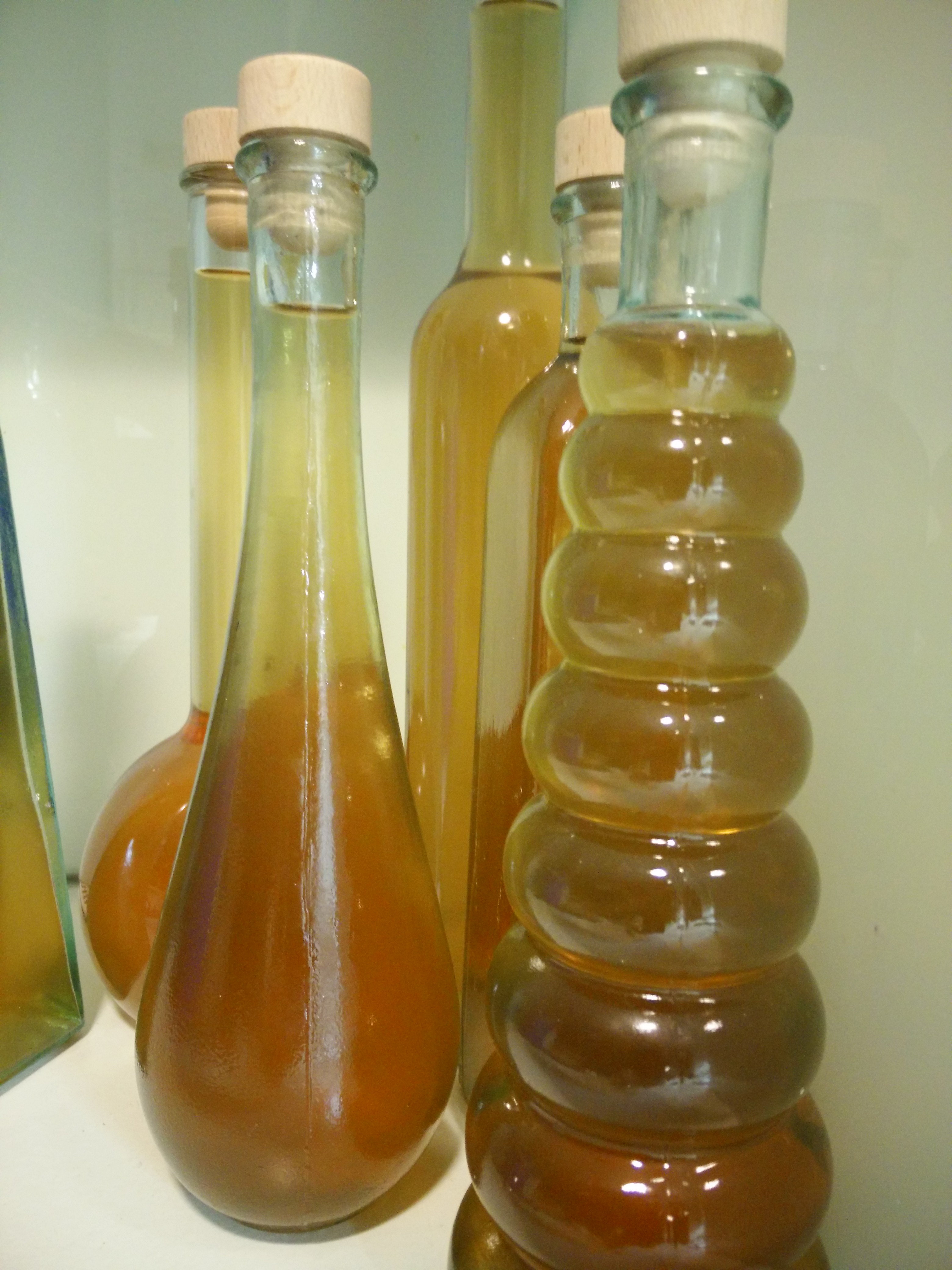
Licor casero elaborado con flores de un tipo de saúco
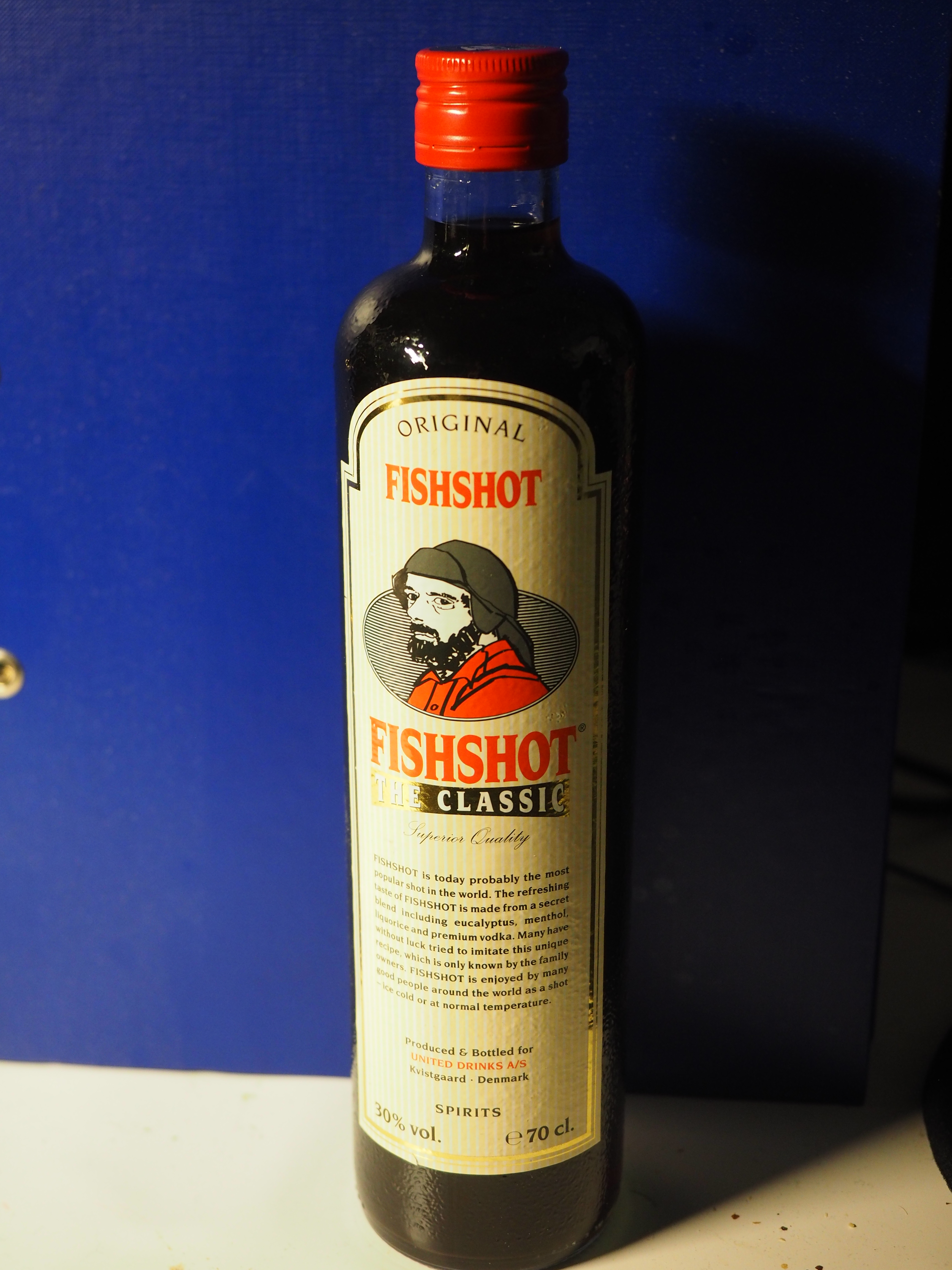
El Fish Shot es un licor con aroma de Fisherman's Friend